# Andrea Frailis
Andrea Frailis (Cagliari, 10 giugno 1956) è un giornalista e politico italiano, deputato a partire dal 2019.

## Biografia

### Carriera da giornalista

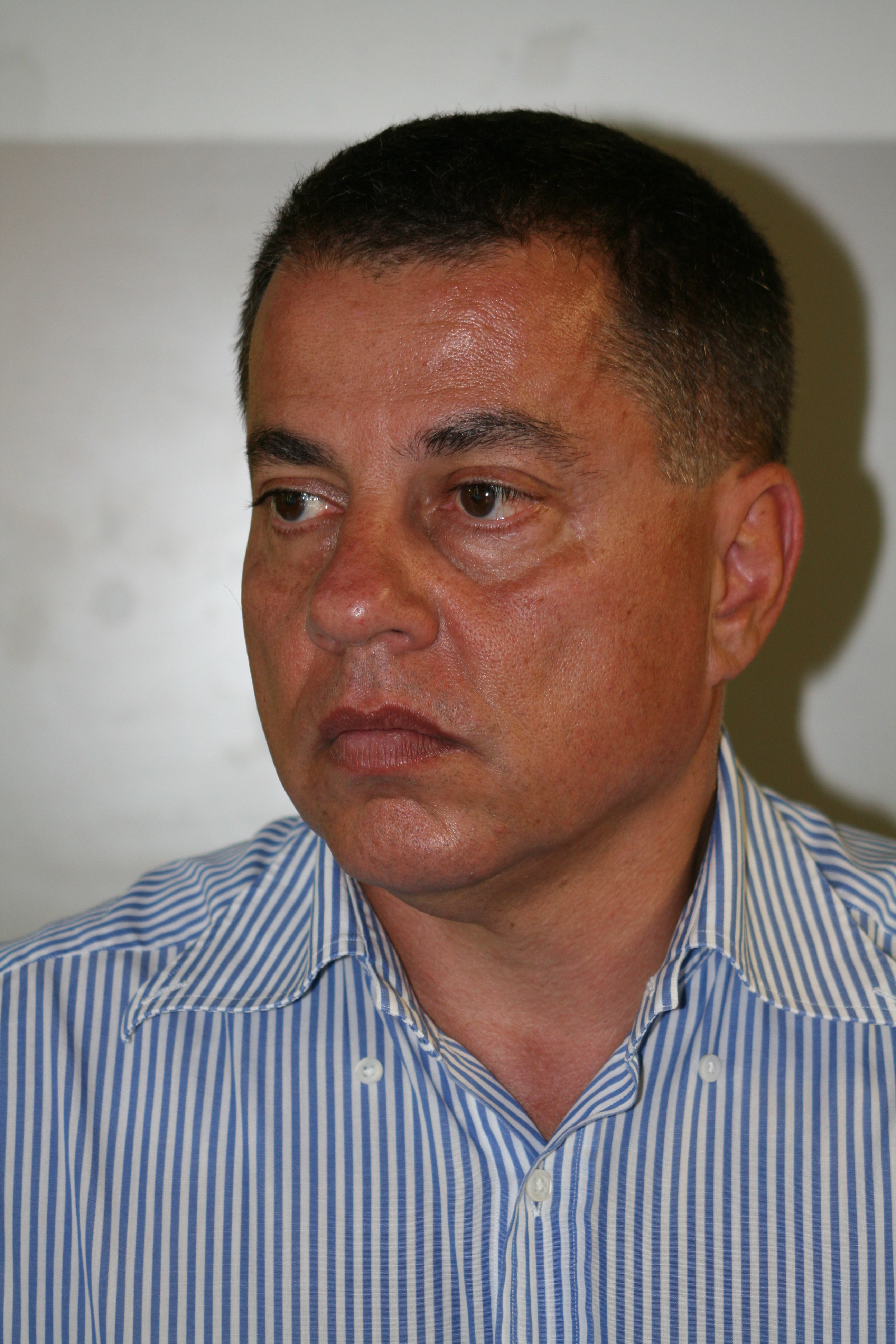
Frailis nel 2007 in redazione a Videolina

Iniziò a lavorare come giornalista presso la rete televisiva Videolina nel 1976, dove si occupava del telegiornale regionale. Diventò giornalista professionista nel 1982, primo in Italia ad aver svolto l'intero praticantato all'interno di una rete televisiva privata. Negli anni successivi si affermò come uno dei volti più noti dell'emittente regionale, tanto da ricevere numerosi premi, tra cui, nel 1990 il Premio Iglesias alla carriera e nel 1992 il Premio Funtana Elighe per il suo contributo alla salvaguardia delle tradizioni popolari. Il più importante però arrivò sicuramente nel 2007, quando vinse il Premio Saint-Vincent per il giornalismo per la sua trasmissione "Col senno di poi", incentrata sulla cronaca giudiziaria. Si specializzò proprio in questo settore per quanto riguarda le trasmissioni di approfondimento di Videolina: seguì infatti quotidianamente alcuni tra i più lunghi processi che furono celebrati in Sardegna (caso Manuella, Anonima sequestri e colonna sarda delle BR). 
Per l'emittente televisiva sarda condusse per molti anni le dirette delle "maratone" elettorali in occasione di numerose consultazioni. Ideò e condusse la trasmissione Parola d’onore, che metteva di fronte in contraddittorio due ospiti, e per oltre quindici anni effettuò la telecronaca da Cagliari della diretta televisiva della Festa di sant'Efisio.
Dall'aprile al dicembre 2013 fu responsabile della redazione di Quartu Sant'Elena de L'Unione Sarda, principale quotidiano dell'isola e parte dello stesso gruppo editoriale a cui appartiene Videolina.
Contestualmente con il lavoro a L'Unione Editoriale, ebbe anche altre collaborazioni nel mondo del giornalismo. Tra il 1997 e il 1998 fu l’addetto stampa e comunicazione del Cagliari Calcio sotto la presidenza di Massimo Cellino. Ricoprì per diversi anni incarichi sindacali in seno al direttivo dell'Associazione della Stampa Sarda e dell’Unione stampa sportiva italiana. Fu corrispondente dalla Sardegna del network radiofonico RTL 102.5 e del Guerin Sportivo.
Parallelamente alla sua attività si dilettò anche all'attività teatrale: nel 1996 si prestò come spalla negli sketch in Okkupazione, programma televisivo comico dei Lapola, una delle più famose formazioni teatrali cagliaritane, e nel dicembre del 2009 portò in scena uno spettacolo da lui scritto dal titolo Ora ti racconto.

## Attività politica
Oltre ad aver seguito la politica sarda da giornalista, si avvicina direttamente a essa nel 1994 quando diventa il consulente per la stampa e la comunicazione del presidente della Regione Sardegna Federico Palomba, alla guida di una coalizione di centrosinistra.
Alle elezioni regionali in Sardegna del 2004 si candida a consigliere regionale per la provincia di Cagliari nelle liste del Partito dei Comunisti Italiani, a sostegno del candidato presidente di centrosinistra, poi vincitore, Renato Soru. Ottiene 479 preferenze e non viene eletto, riprende quindi la sua attività da giornalista.
Il 15 dicembre 2018 viene annunciato la sua candidatura alle elezioni politiche suppletive in Italia del 2019 per la Camera dei Deputati nel collegio uninominale Sardegna - 01 (Cagliari), indette dopo le dimissioni dell'esponente del Movimento 5 Stelle Andrea Mura: a suo sostegno, la lista unitaria di centro-sinistra "Progressisti di Sardegna", sostenuta da 11 formazioni. Le elezioni si svolgono il 20 gennaio 2019 e lo vedono vincitore, seppur con affluenza molto bassa (15,5%), con il 40,46% dei voti (all'incirca 15.000 voti), davanti a Luca Caschili del Movimento 5 Stelle (28,92%) e a Daniela Noli del centrodestra (27,80%). Pur essendosi presentato come "indipendente", Frailis era iscritto al Partito Democratico, e sceglie di aderire al gruppo parlamentare di quel partito.
Alle elezioni politiche del 2022 viene ricandidato alla Camera nel collegio uninominale Sardegna - 01 (Cagliari), ottenendo il 28,55% e venendo sconfitto dal candidato del centrodestra Ugo Cappellacci (38,11%), non è dunque rieletto.